# 多瑙河雙齒七鰓鰻
多瑙河雙齒七鰓鰻（學名：Eudontomyzon danfordi），為圓口綱七鰓鰻目七鰓鰻科雙齒七鰓鰻屬的一種，分布於歐洲多瑙河上游支流蒂薩河和蒂米甚河流域，為特有種，本魚體銀橄欖色，側面為灰色至粉紅色，腹部為白色，無下頜，嘴周圍有一塊口板，上面有許多小鈍牙，呈絨毛狀，口腔內部有軟骨板，中央的舌板上有九到十三顆牙齒，單一鼻孔位於兩眼之間，後方有七個裸露的鰓孔，兩個背鰭，尾鰭菱形，體長可達30公分，壽命可達7年，繁殖期通常在冬季和三月在小溪和河流中進行，成年個體隨後死亡，這些幼魚被稱為ammocoetes，最初在河床的沙子和礫石中發育，它們以從沉積物中過濾出來的碎石、昆蟲幼蟲和小型甲殼類動物為食，它們在大約四歲時會經歷變態，成年後，它們以活魚或死魚為食，用它們的小尖牙咬住它們，並將較小的食物整個吞下，可作為食用魚。